# شمس قنات‌آبادی
سید شمس‌الدین قنات‌آبادی(۱۲۹۳ تهران – ۱۳۶۷ تهران) معمم و سیاستمدار و نماینده مجلس در دوره‌های شانزدهم تا هجدهم بود و بعدها به عنوان نایب التولیه آستان قدس فعالیت کرد. وی در امور سیاسی از نزدیکان به کاشانی و شاه بود و در کودتای ۲۸ مرداد سپهبد زاهدی را همراهی کرد. وی به همراه طرفداران کاشانی مجمع مسلمانان مجاهد را ایجاد کرده و تا زمان همراهی کاشانی با نهضت ملی شدن نفت از نهضت و دولت ملی محمد مصدق حمایت می‌کردوی پس از سی تیر ۱۳۳۱ در سمت مخالف دکتر مصدق ایستاد و از حامیان کاشانی و کودتای ۲۸ مرداد ۱۳۳۲ بود. وی پس از انقلاب در ایران ماند.

## تولد و تحصیل
سید شمس‌الدین قنات‌آبادی ملقب به آقا شمس، فرزند سید محمدحسین پیشنماز قنات‌آبادی در سال ۱۲۹۳ خورشیدی در محله قنات‌آباد تهران زاده شد. پس از پایان تحصیلات ابتدایی در مکتب‌خانه قنات‌آباد، راهی دارالفنون شد و در سن بیست سالگی راهی حوزه علمیه قم گردید. سپس راهی نجف گردید و تا سال ۱۳۲۵ خورشیدی در عراق اقامت داشت. پس از آن به تهران بازگشت و وارد مسائل سیاسی شده و خود را به محافل سیاسی و کاشانی نزدیک کرد و با دایر کردن دفترخانه اسناد رسمی در تهران امرار معاش می‌نمود.

## فعالیت‌های سیاسی
پس از ترور عبدالحسین هژیر به دست فدائیان اسلام، در سال ۱۳۲۷ خورشیدی نواب صفوی، مجمع مسلمانان مجاهد را تشکیل داد و قنات‌آبادی اولین رئیس آن مجمع شد. هدف از تشکیل مجمع پیگیری منظم و آرام فعالیت‌های فدائیان اسلام بود. مجمع مسلمانان مجاهد متشکل از افرادی از اصناف بود که تا قیام سی تیر ۱۳۳۱ در کنار نهضت ملی و جبهه ملی بود ولی پس از آن و جدایی محمد مصدق از کاشانی به مبارزه با مصدق پرداخت. از اواخر سال ۱۳۳۱ با شروع اختلافات، او در مجلس هفدهم همراه با اعضای سابق جبهه ملی چون مظفر بقایی، حسین مکی، ابوالحسن حائری‌زاده، و هواداران دربار شامل جمال امامی و سیدمهدی میراشرافی در برابر دولت دکتر مصدق موضع گرفتند.
معروفترین سخنرانی‌های او در مجلس مربوط است به موضوع تمدید یکساله «اختیارات ویژه قانونگذاری» دولت مصدق در دی ۱۳۳۱ که قنات‌آبادی برخلاف پنج ماه قبل، به مخالفت با آن پرداخته بود. او معتقد بود دولت نتوانسته از این اختیارات فراوان به نفع مردم استفاده کند و از این رو نباید آنرا تمدید کرد. او همچنین معتقد بود مصدق، بستگان خود را بدون شایستگی بر مسند امور گذاشته‌است.
 من می‌ترسم آقایان نمایندگان محترم اگربحال طبقه گرسنه و بدبخت و محروم این مملکت فکری نشود این مملکت در آغوش کمونیستی فرو برود و کمونیسم ایران عزیز و مسلمانان مارا ببلعد. بشماعرض نکرده‌اند که کمونیستها باز ریخته‌اند و یک عده زیادی از کارگران ملی را زده‌اند؟ … پدران ما گفته‌اند که دوست آن کسی است که حقایق را بدون پیرایه بگوید اگر من بیایم بگویم جناب آقای دکتر مصدق خاطرمبارک آسوده باشد در این مملکت ناامنی نیست فقر نیست فرهنگ خوبست مردم از بهداشت برخوردارند همه چیزها خوبست با این ترتیب من که دشمن دکتر مصدقم. وقتی من دوست و علاقه‌مند و عاشق دکتر مصدق هستم که بیایم بگویم که آقا فکر طبقات محروم را بکنید نگذارید دسته دسته دشمنان دین و ملیت و مملکت و همه چیز این طبقه محروم و رنج کشیده ما را ببرند… پس بنابراین اگر گفتن این حرفها اگر بیان کردن این نکات و این انتقادات بد است ما دیگر نمی‌گوییم که چرا باید «آقای بیات» مدیر عامل باشد ما نمی‌گوییم چرا «سرتیپ دفتری» مدیر عامل کل مرزبانی باشد ما دیگر نخواهیم گفت چرا «سرتیپ محوی» فرمانده لشگراصفهان شده. اگراینها تعبیر به مخالفت بشود ماییم و کنج خانه سکوت!
او همچنین در ماه‌های پایانی دولت مصدق در سال ۱۳۳۲ شدیداً به اجرای «حکومت نظامی» در تهران که از تابستان ۱۳۳۱ به بعد وجود داشت، اعتراض کرده و آنرا خارج از اختیارات دولت می‌دانست. در تاریخ ۳۱ مرداد ۱۳۳۲ یعنی سه روز پس از کودتای ۲۸ مرداد که منجر به سقوط دولت مصدق گردید، قنات‌آبادی به همراه بقائی و حائری‌زاده با فضل‌الله زاهدی ملاقات کرد و تا مدتی در جلسات مشاوره با زاهدی شرکت داشتند. او در دوره هجدهم مجلس به نمایندگی شاهرود انتخاب شد و همراه با سید ابوالحسن حائری‌زاده، مصطفی کاشانی، امیرتیمور کلالی و محمد درخشش به مخالفت با قرارداد کنسرسیوم برخاست.
او در دوره نوزدهم هم با پذیرش شرط دربار (حسین علا و اسدالله علم) که خارج شدن از کسوت روحانیت بود به نمایندگی خوار، ایوانکی و ورامین انتخاب شد. رژیم پهلوی این عمل وی را ستود و به مناسبت تغییر لباس، حسین علا نخست‌وزیر وقت برای وی کت و شلوار هدیه فرستاد. پس از انقضای دوره نوزدهم دیگر به مجلس راه نیافت و وارد کار تجارت شد و از طرف سپهبد عزیزی استاندار خراسان به قائم‌مقامی نایب‌التولیه منصوب شد؛ ولی بین او و عزیزی سازشی به وجود نیامد و جدا شدند.
شمس قنات‌آبادی از ابتدای دهه ۱۳۴۰ تا زمان مرگش در سال ۱۳۶۷ در تهران به کارهای تجاری مشغول بود. وی از سال ۱۳۲۵ سردبیر روزنامه آتش بود که صاحب امتیازش میراشرافی بود. همچنین مدتی مدیر هفته‌نامه دموکراسی اسلامی، ارگان مجمع مسلمانان مجاهد بود که صاحب‌امتیازی آن با رضا عبدالمجیدی بود.